# Notolopha sibirica
Notolopha sibirica är en tvåvingeart som först beskrevs av Zaitzev och Maximova 2000.  Notolopha sibirica ingår i släktet Notolopha, och familjen svampmyggor. Arten är reproducerande i Sverige.